# Villanuova sul Clisi
Villanuova sul Clisi (Elanöa o Vilanöa in dialetto bresciano) è un comune italiano di 5 897 abitanti della provincia di Brescia in Lombardia. Il comune appartiene alla Comunità Montana di Valle Sabbia.

## Geografia fisica
Villanuova sul Clisi si trova nella stretta pianura situata tra i monti Selvapiana (964 m s.l.m.) e Renico (886 m s.l.m.) a ovest e il monte Covolo (552 m s.l.m.) a est. È attraversata da nord a sud dal fiume Chiese. L'abitato è posizionato all'imbocco della Valle Sabbia. Dista 24 km da Brescia e 6km da Salò. Ha una superficie di 9,12 km²: i due terzi della superficie del territorio sono costituiti da zona collinare e montana. 
La zona centrale del paese si sviluppa appunto in piano sulla riva est del fiume Chiese, ma la frazione di Prandaglio è situata sulle pendici del monte Selvapiana a un'altitudine compresa tra i 400 e i 500 m s.l.m.

## Storia
Il nome Villanuova viene suddiviso in villa, perché alle origini era un piccolo sobborgo di Gavardo, nuova, in quanto il paese è recente, sul Clisi, che indica il fiume Chiese che è anche chiamato Clisi sul quale si è sviluppato il comune. Inizialmente il piccolo paese si chiamava solo villa e nel 1862 il comune assume la denominazione attuale. 

### Storia antica
Posizionata in un punto strategico, che connette Valle Sabbia, Lago di Garda e l’alta pianura Padana, il territorio di Villanuova è stato abitato fin dalla preistoria. Le prime tracce di presenza dell’uomo si trovano alle pendici del Monte Covolo, che, oggetto di scavi archeologici nella seconda metà del ventesimo secolo, ha riportato alla luce reperti di importante valore. 
Qui era situato un insediamento, dove l’uomo preistorico poteva allevare ovini e caprini e cacciare l’abbondante selvaggina. Oltre a ciò sono stati individuati notevoli siti di sepoltura. Innumerevoli sono i ritrovamenti di reperti litici, ceramici e metallici, non solo nella zona del Monte Covolo, ma su tutto il territorio.
La frequentazione della zona continua in epoca pre-romana e romana, come testimoniato dal ritrovamento di manufatti romani e dalla presenza in località Ponte Pier di un ponte di epoca romana che attraversa il Fiume Chiese.

### Il medioevo
Il territorio fece infatti parte del pago e poi della pieve di Gavardo la quale, come tutte le pievi, doveva avere un ospizio per viaggiatori e pellegrini ubicato sul territorio dell'attuale Villanuova. Il vero sviluppo della comunità avviene però solo a partire dal XV secolo, in particolare grazie alla costruzione del Naviglio Bresciano, che permette a Villanuova di dotarsi di mulini e fucine. Nel 1580 S. Carlo Borromeo rende definitiva la separazione dei beni dalla pieve di Gavardo e ne sancisce la piena autonomia.
A partire da quest’epoca comincia a presentarsi il problema di un ponte sul fiume Chiese che possa collegare l’abitato con le località di Valverde e Prandaglio. Vari ponti di fabbricazione lignea si susseguono nel corso dei secoli, rovinati talvolta dalle piene del fiume, talvolta dal legname che veniva trasportato dalla valle alla pianura proprio sul Chiese. La soluzione definitiva arriverà solo nel ‘900.

### L'epoca moderna
In seguito all’unità d’Italia Villanuova inizia a trasformarsi in una realtà industriale, basata sull’industria del cotone, che si appoggia al naviglio. In questi anni, e in seguito durante il Fascismo Villanuova aumenta notevolmente la propria popolazione, diventando a tutti gli effetti un paese. Questa vocazione industriale permarrà fino agli anni’90, anni di chiusura degli ultimi cotonifici. 
Nel corso della prima guerra mondiale, Villanuova viene interessata direttamente dalle vicende di guerra, sono infatti frequenti i passaggi di truppe e di profughi, a causa della relativa vicinanza con il fronte di guerra. Inoltre nel 1917 viene organizzato un campo per prigionieri austro-ungarici. 
Nella seconda guerra mondiale, invece, Villanuova si trova di nuovo a stretto contatto con la violenza del conflitto, data la sua vicinanza ai territori della RSI: la zona è soggetta più volte ai bombardamenti alleati. La liberazione, al contrario, avviene in maniera pacifica.
In seguito ai conflitti, la popolazione del paese inizia a incrementare notevolmente, Villanuova si espande e comincia lentamente la sua evoluzione da un’anima prettamente industriale a una vocazione residenziale. 

### Simboli
(D.P.R. 6 novembre 1996)
Il gonfalone è un drappo di bianco.

## Monumenti e luoghi d'interesse
- Chiesa del Sacro Cuore di Gesù
- Chiesa della Madonna di Valverde
- Santuario della Madonna della Neve

## Società

### Evoluzione demografica
Abitanti censiti

## Geografia antropica
Le frazioni di Villanuova sono Berniga, Bondone, Bostone, Canneto, Castello Mezzane, Peracque, Ponte Pier e Valverde. Bondone, Berniga, Castello, Peracque, Mezzane, Canneto e Pontepier fino al 1928 appartennero al comune sparso di Prandaglio.

## Infrastrutture e trasporti

### Strade
La parte orientale del territorio comunale è attraversata dalla strada statale 45 bis Gardesana Occidentale, che collega Brescia a Trento. Nei pressi dell'uscita a servizio del paese si dirama la nuova strada provinciale IV Tormini-Barghe. Il centro abitato è attraversato dalla provinciale 116 Virle Treponti-Villanuova sul Clisi che è il vecchio tracciato della Gardesana Occidentale.
Villanuova sul Clisi è attraversato anche dalla pista ciclabile provinciale della Gavardina.

### Ferrovie
Tra il 1897 e il 1968 fu attiva la ferrovia Rezzato-Vobarno. La frazione di Bostone era servita dall'omonima fermata posta nel vicino territorio di Gavardo, mentre il centro abitato principale era servito dalla stazione di Villanuova dalla quale si diramava un raccordo con il locale Cotonificio Ottolini.
Sulla strada provinciale Brescia-Salò, tra il 1881 e il 1931, fu attiva la tranvia Brescia-Salò-Gargnano. Anche in questo caso furono presenti due fermate: una a Bostone, l'altra in centro al paese.

## Amministrazione
| Periodo | Periodo   | Primo cittadino    | Partito                                                                            | Carica  | Note |
| ------- | --------- | ------------------ | ---------------------------------------------------------------------------------- | ------- | ---- |
| 1995    | 2004      | Bortolo Belli      | lista civica di centrosinistra                                                     | Sindaco |      |
| 2004    | 2014      | Ermanno Comincioli | lista civica di centrosinistra                                                     | Sindaco |      |
| 2014    | 2024      | Michele Zanardi    | Lista locale: lista civica di centrosinistra (Futuro comune) Partito nazionale: PD | Sindaco |      |
| 2024    | in carica | Caterina Dusi      | lista civica                                                                       | Sindaco |      |

### Gemellaggi
- Trébeurden

## Sport
Nel mondo sportivo si evidenzia la squadra di calcio A.s.d. Villa Nuova, che milita nel campionato di Prima Categoria, mentre nella disciplina della pallavolo la squadra del paese gioca in Serie B.
A Villanuova sul Clisi esisteva anche una piccola realtà sportiva e informale: si trattava di un torneo calcistico a 7 con frequenza annuale. Esso si giocava allo Stadium Dell'Isolo (storico impianto purtroppo chiuso e demolito nel 2016) e vi partecipavano 4 squadre: Parchetto United, Lions Team, 25 Crew e La Family. Ad oggi nel paese si è solidificata una nuova realtà calcistica amatoriale: Bostone Unita, fondata da ragazzi della frazione di Bostone.
Di Villanuova era nativo Lorenzo Bettini, calciatore degli anni '50 e '60 che ha militato tra le altre nell'Udinese e nell'Inter dove fu richiesto da Helenio Herrera.
Degno di nota nel mondo della pesca sportiva è Gregorio Braga, che detiene il record di taglia di trota fario nel territorio bresciano risalente al 2012.
Da ricordare anche Osvaldo Faustini, capitano della Squadra nazionale di corsa campestre che ha partecipato alla Maratona di Seul nel 1978 dove si è laureato Campione del mondo.